# AI Now Institute
L'AI Now Institute (AI Now) est un institut de recherche américain qui étudie les implications sociales de l'intelligence artificielle. Il est fondé par Kate Crawford et Meredith Whittaker en 2017 après un symposium organisé par la Maison-Blanche pendant la présidence de Barack Obama,. Il est situé dans l'Université de New York. AI Now oeuvre en partenariat avec des organisations telles que la Tandon School of Engineering de l'Université de New York (l'Institut Polytechnique), l'Institut de Science des données de l'université de New York (en), Partenariat sur l'IA et l'Union américaine pour les libertés civiles.
AI Now produit des rapports annuels examinant les implications sociales de l'intelligence artificielle.

## Fondation et mission
AI Now est né d'un symposium organisé en 2016 par le Bureau de la politique scientifique et technologique de la Maison-Blanche d'Obama. L'événement est dirigé par Meredith Whittaker, fondatrice de l'Open Research Group de Google, et Kate Crawford, chercheuse principale chez Microsoft Research .L'événement s'est concentré sur les implications à court terme de l'IA dans les domaines sociaux : inégalités, travail, éthique et soins de santé .
En novembre 2017, Whittaker et Crawford organisent un deuxième symposium sur l'IA et les problèmes sociaux, et lancent publiquement l'AI Now Institute en partenariat avec l'Université de New York. L'institut se revendique être le premier institut de recherche universitaire axé sur les implications sociales de l'IA, et le premier institut d'IA fondé et dirigé par des femmes.
Dans une interview avec NPR, Crawford déclare que la motivation pour fonder AI Now était que l'application de l'IA dans les domaines sociaux - tels que les soins de santé, l'éducation et la justice pénale - était traitée comme un problème purement technique. L'objectif de la recherche d'AI Now est de les traiter d'abord comme des problèmes sociaux et de faire appel à des experts dans des domaines tels que la sociologie, le droit et l'histoire pour étudier les implications de l'IA.

## Recherche
À la suite de chaque symposium, AI Now publie un rapport annuel sur l'état de l'IA et son intégration dans la société. Son rapport de 2017 indique que "les cadres actuels de l'éthique de l'IA échouent" et fournit dix recommandations stratégiques pour le domaine - y compris des essais préalables à la sortie de systèmes d'IA et une recherche accrue sur les préjugés et la diversité dans le domaine. Le rapport est noté pour avoir appelé à la fin des systèmes de « boîte noire » dans les domaines sociaux essentiels, tels que ceux responsables de la justice pénale, des soins de santé, de l'aide sociale et de l'éducation,,.
En avril 2018, AI Now publie un programme pour les évaluations d'impact algorithmiques, le rapport AIA 2018, comme moyen pour les gouvernements d'évaluer l'utilisation de l'IA dans les organismes publics. Selon AI Now, une AIA serait similaire à une évaluation de l'impact sur l'environnement, en ce sens qu'elle exigerait une divulgation publique et l'accès d'experts externes pour évaluer les effets d'un système d'IA et toute conséquence imprévue. Cela permettrait aux systèmes d'être contrôlés pour des problèmes tels que des résultats biaisés ou des données de formation biaisées, que les chercheurs ont déjà identifiés dans les systèmes algorithmiques déployés à travers le pays,.
AI Now mène des recherches interdisciplinaires qui se concentrent sur quatre thèmes :
- Biais et inclusion
- Travail et automatisation
- Droits et libertés
- Sécurité et infrastructures civiles

## Voir également
- Banjo (application)
- IA Clearview